# ヒュー・ワデル
ヒュー・ワデル（Hugh Wadell、1840年 - 1901年6月20日）は、アイルランド出身のスコットランド一致長老教会の来日宣教師である。

## 生涯

### 幼少期
1840年アイルランド長老教会の牧師ヒュー・ワデルの子としてアイルランドに生まれた。1859年の大覚醒の影響で宣教師への献身を決意した。

### 学生時代
1862年に北アイルランドのクィーンズ大学に入学した。その後、ベルファストの長老派神学校のアッセンブリ・プレスビテリアン・コレジを卒業して、1868年にバリメイナ長老会から説教資格を取得した。

### 中国宣教師
アイルランド長老教会海外伝道局が中国伝道の宣教師に招聘したので、同教会初の中国宣教師として、J・M・ハンターと一緒に、1869年2月にサザンプトン港から船出した。中国東北部の牛荘に赴任したが、咽喉の病気になり、1871年に帰国した。1872年からはスペイン・コルドバ伝道に従事する。

### 日本宣教師
1874年(明治7年)、スコットランド一致長老教会の日本宣教師へ応募して承認される。1874年6月10日にワデル夫妻は横浜に上陸し、ロバート・デイヴィッドスンやヘンリー・フォールズが居住していた築地居留地18番に住んだ。
クリストファー・カロザースが経営していた築地大学校の教師になった。1876年(明治9年)に葺手町（現在の港区虎ノ門四丁目）に私塾「ワデル塾」を開設した。その学校へは後に北海道十勝開拓において重要な役割を果たした渡辺勝、依田勉三、鈴木銃太郎らが学んだ。
1878年(明治11年)にワデル塾は教会は教会に発展し、西久保教会になった。1879年(明治12年)3月29日には、東京葺手町教会になり、日本基督一致教会に加入した。
その後ワデルは依田の故郷伊豆の松崎地方や上州館林に説教所を設けた。1883年の第一回全国基督教信徒大親睦会で第2日目に「神の性および宰治」と題してワデルが説教をした。
1884年(明治17年)には一時的にアイルランドに帰国した。2年後の1886年(明治19年)に再来日した。1893年(明治26年)の田村直臣の日本の花嫁事件では、追放された田村に同情していて、日本基督教会の決定に対してJ・H・バラやG・H・フルベッキと共に大反対した。
1900年(明治33年)、スコットランド一致長老教会が日本宣教を中止し、ワデルはアイルランドに帰国する。1901年(明治34年)6月20日、ワデルはアイルランドでインフルエンザで死去する。